# Larissa Marolt
Pour les articles homonymes, voir Marolt.

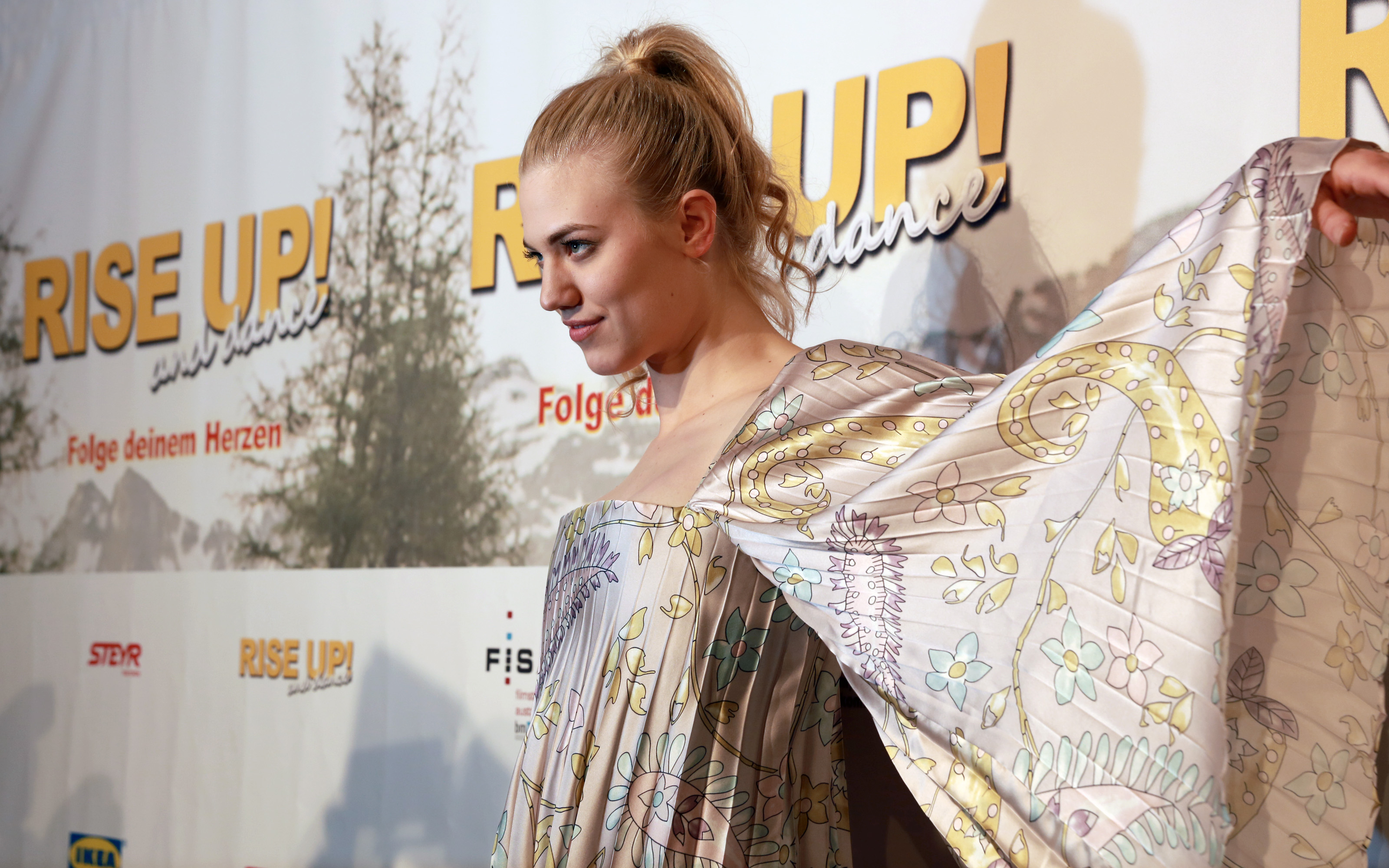
Larissa Marolt en 2014.

Larissa Antonia Marolt, née le 10 juillet 1992 à Klagenfurt, est un top model, une personnalité de la télévision et une actrice autrichienne.

## Biographie
Fille du député Heinz Anton Marolt (FPÖ), elle participe à l'âge de 16 ans au premier concours de l'émission de télé réalité Austria's Next Topmodel (2009), qu'elle remporte. Après cette victoire, elle participe à la quatrième saison de l'équivalent allemand de l'émission, Germany' Next Top Model, mais finit à la huitième place. Par la suite, elle apparaît régulièrement dans différentes émissions de télévision, notamment dans des séries télévisées. Au cinéma, elle a joué dans Rise Up! And Dance (2014) et le film d'horreur Hopped Up - Friedliche Droge (2015).
En 2014, elle remporte un Romy pour les «minutes les plus excitantes de l'année à la télévision».